# Höchstberg (Gundelsheim)
Höchstberg (im Dialekt: Hegschberch) ist ein Dorf in Baden-Württemberg, das seit 1975 zur Stadt Gundelsheim gehört. Der Ort ist insbesondere für seine Wallfahrtskirche bekannt.

## Geschichte
Höchstberg wurde 1305 als reichsunmittelbares Dorf „Villa Hechesbur“ erstmals urkundlich erwähnt. Die Herkunft des Ortsnamens ist umstritten. Während manche Quellen den Ort einem Bauern Hecho zuschreiben, deuten andere Quellen den Ortsnamen als befestigte Höhe. Im Laufe der Geschichte wandelte sich der Name über Hechspur (1396) und Höchsperg (1413) zu Höchstberg.
Die Besiedlung des Ortes erfolgte um 1100. Laut der Ersterwähnung befand sich um 1300 auf dem Stahlbühl ein Ruggericht. Der Ort gehörte verschiedenen Herren, darunter die Herren von Bieringen, die Grecken von Kochendorf, die Herren von Berlichingen und das Kloster Comburg. Ab 1463 kam der Ort sukzessive an den Deutschen Orden, der ihn der Kommende Horneck auf Burg Horneck zuteilte. Obwohl die Hochgerichtsbarkeit über den Ort die reformatorisch gesinnten Pfalzgrafen hatten und das Patronatsrecht ab 1505 beim ebenfalls reformatorisch gesinnten württembergischen Herzog lag, blieb der Ort aufgrund seiner Deutschordenszugehörigkeit zur Zeit der Reformation katholisch. Der Deutsche Orden erwarb bis 1585 auch die umliegenden Klosteranlagen und das Patronat der Wallfahrtskapelle.
Im Bauernkrieg wurde Höchstberg verschont, im Dreißigjährigen Krieg jedoch mehrfach geplündert und verwüstet. 1635 brach zudem die Pest aus. 1688 erwarb der Deutsche Orden die Hochgerichtsbarkeit.
1806 kam der Ort zu Württemberg und wurde dem Oberamt Neckarsulm unterstellt. Um 1850 konnte sich die Gemeinde von den Rechten der Grundherren freikaufen. Während und nach dem Zweiten Weltkrieg wuchs die Einwohnerschaft durch den Zuzug von über 200 Flüchtlingen und Vertriebenen stark an. 1939 wurden 495 Einwohner gezählt, Ende 1945 waren es 664. 1962 kam der nahe Weiler Bernbrunn zur Gemeinde Höchstberg. Beim Wettbewerb Unser Dorf soll schöner werden erzielte Höchstberg 1972 und 1974 jeweils den ersten Preis auf Kreisebene sowie 1973 den Staatspreis auf Landesebene. Am 1. Januar 1975 wurde Höchstberg nach Gundelsheim eingemeindet.
Der Ort ist heute noch stark landwirtschaftlich geprägt und ein Wohnort für Pendler der umliegenden Städte und Gemeinden. Die rückläufige Entwicklung der dörflichen Infrastruktur ist bereits am Ende angelangt: von ehemals mehreren Geschäften und Dienstleistern ist heute nichts mehr übrig.

## Wappen
1918 bis 1938 zeigte der Gemeindestempel von Höchstberg eine Marienfigur mit Kind, vermutlich ein Hinweis auf die Wallfahrt in Höchstberg. 1938 schlug die Archivdirektion für Höchstberg wie auch für Obergriesheim und Untergriesheim ein Wappen mit Schifferstangen und Deutschordenskreuz vor, da es Planungen zur Vereinigung der drei Dörfer gab. Da die Fusion nicht erfolgte, wurde 1959 das heutige redende Wappen eingeführt: ein Nusszweig (Hinweis auf Wallfahrtskirche Unserer lieben Frau im Nussbaum) auf einem Berg mit Deutschordenskreuz.

## Kultur
Im Ort bestehen mehrere Chöre und Vereine. Unter den örtlichen Vereinen verdient neben dem Turn- und Sportverein der Paniker-Club Höchstberg e. V. Erwähnung, der im Sommer 2006 bereits zum 20. Mal das überregional bekannte Schefflenztal Open Air Rockfestival ausrichtete.

## Bauwerke

### Wallfahrtskirche

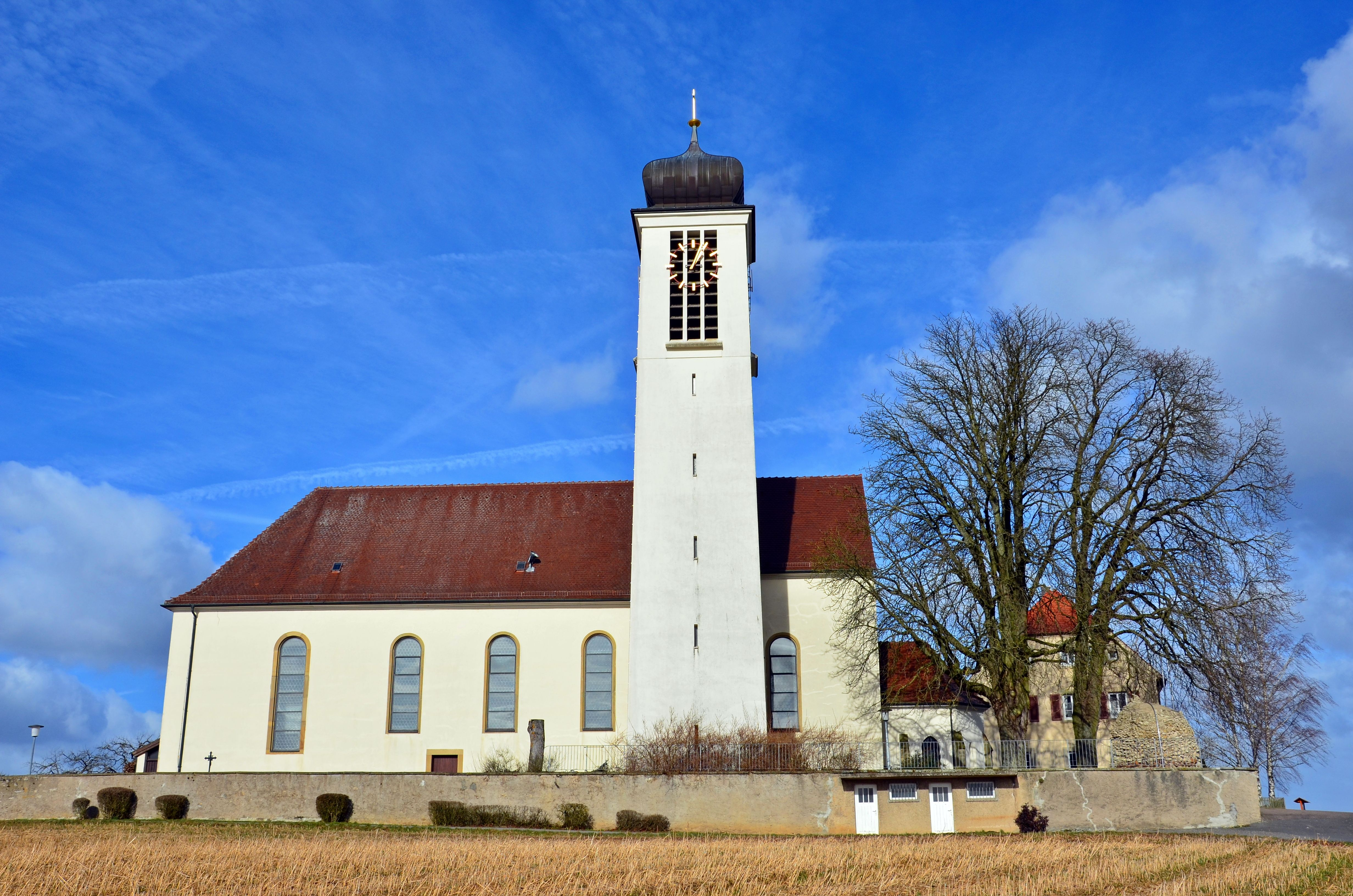
Wallfahrtskirche von Höchstberg

Die Wallfahrtskirche Unserer lieben Frau im Nussbaum wurde erstmals 1328 als Kapelle erwähnt und muss damals bereits etabliert gewesen sein. Ab 1585 hatte der Deutsche Orden das Patronat inne, der die Kirche 1698 auch erweitern ließ. Die Kirche wurde in den letzten Tagen des Zweiten Weltkriegs am 2. April 1945 durch Artilleriebeschuss zerstört, jedoch von der Bürgerschaft bis 1958 wiederaufgebaut. 2006 wurde die Kirche, die bis heute ein beliebtes Wallfahrtsziel ist, zuletzt innen renoviert.

### Kloster auf dem Ilgenberg
Auf dem nahen Ilgenberg bestand ein um 1136 von den Herren von Nussbaum aus Untergriesheim gegründetes Filialkloster des Klosters Comburg. Der Klosterbesitz ging 1523 an die reformatorischen Herren von Gemmingen, die das Kloster säkularisierten und nach jahrhundertelanger landwirtschaftlicher Nutzung 1853 an die Gemeinde Höchstberg verkauften. Die Gemeinde riss die verbliebenen Klostergebäude, darunter eine Kapelle aus dem 14. Jahrhundert und eine Kelter, nach 1900 ab. Lediglich eine Bergscheuer von 1794 ist vom Kloster erhalten.

### Sonstige Bauwerke
- Pfarrhaus von 1758 bei der Wallfahrtskirche mit Deutschordenskreuz
- Bergscheuer von 1794
- Rathaus von 1837
- Kriegerdenkmal 1914–1918
- Marienstatue vor der Wallfahrtskirche
- In und um Höchstberg befinden sich mehrere historische Wegkreuze und Bildstöcke, teilweise aus dem 18. Jahrhundert

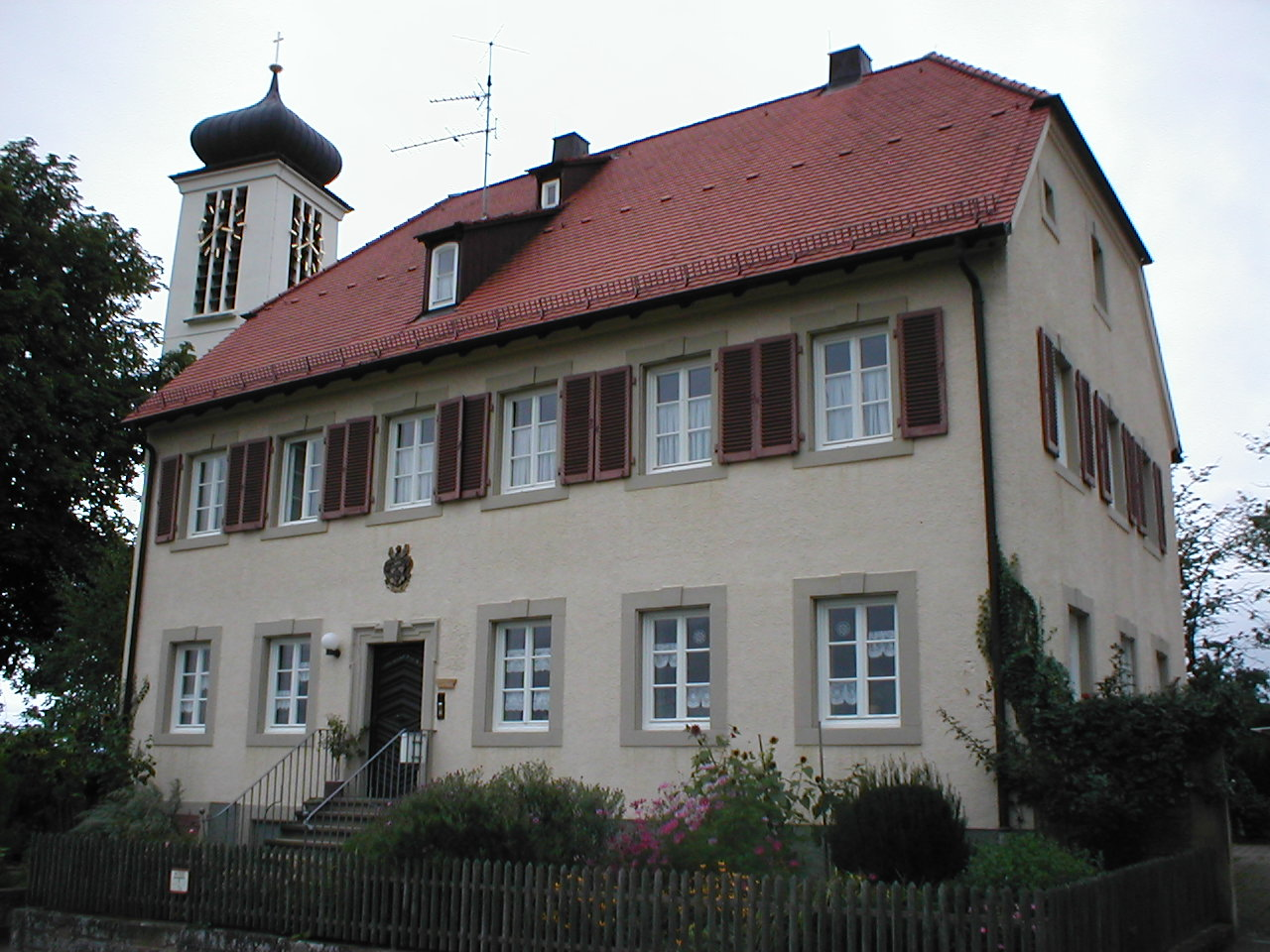
Pfarrhaus von 1758
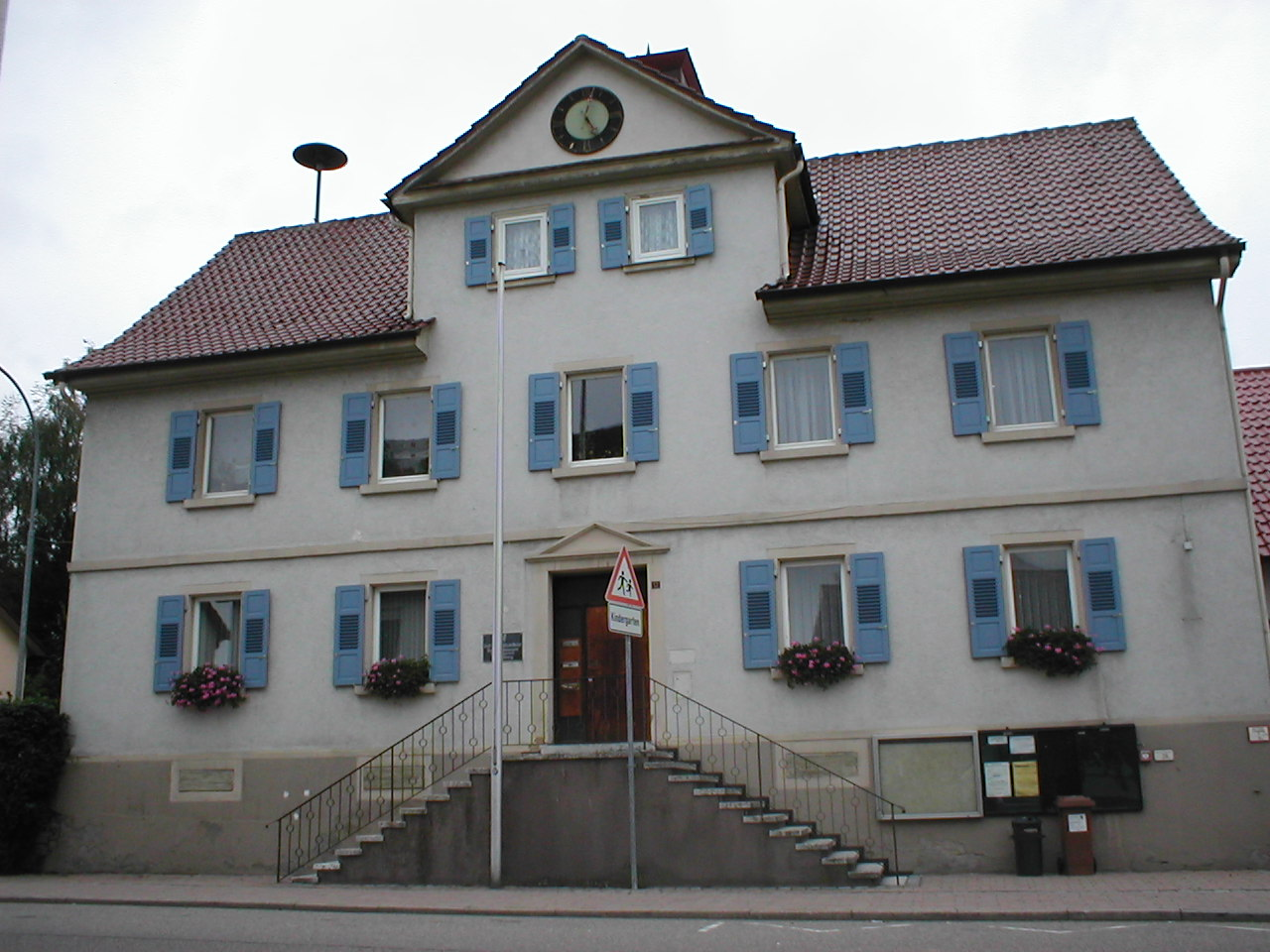
Rathaus
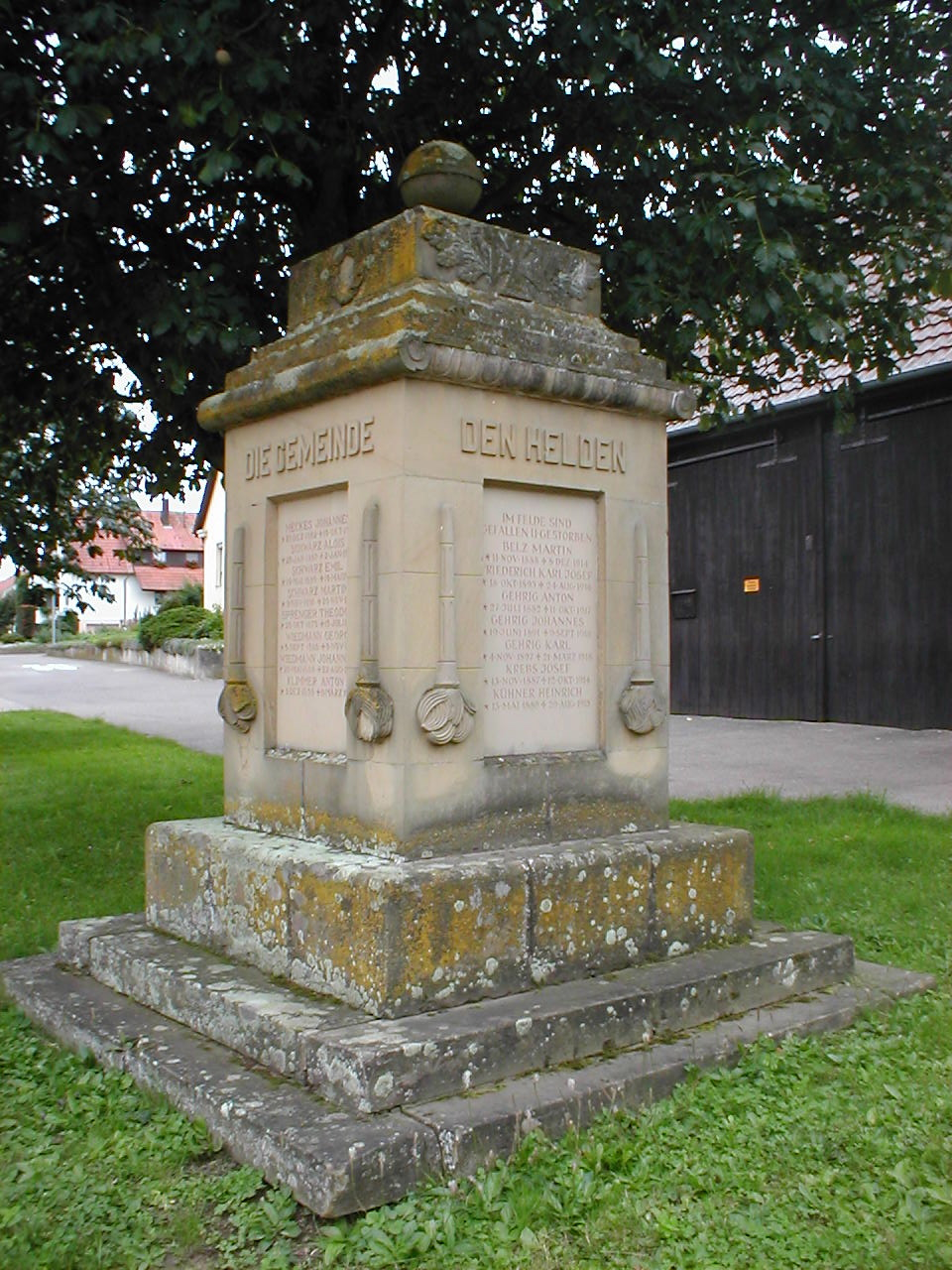
Kriegerdenkmal
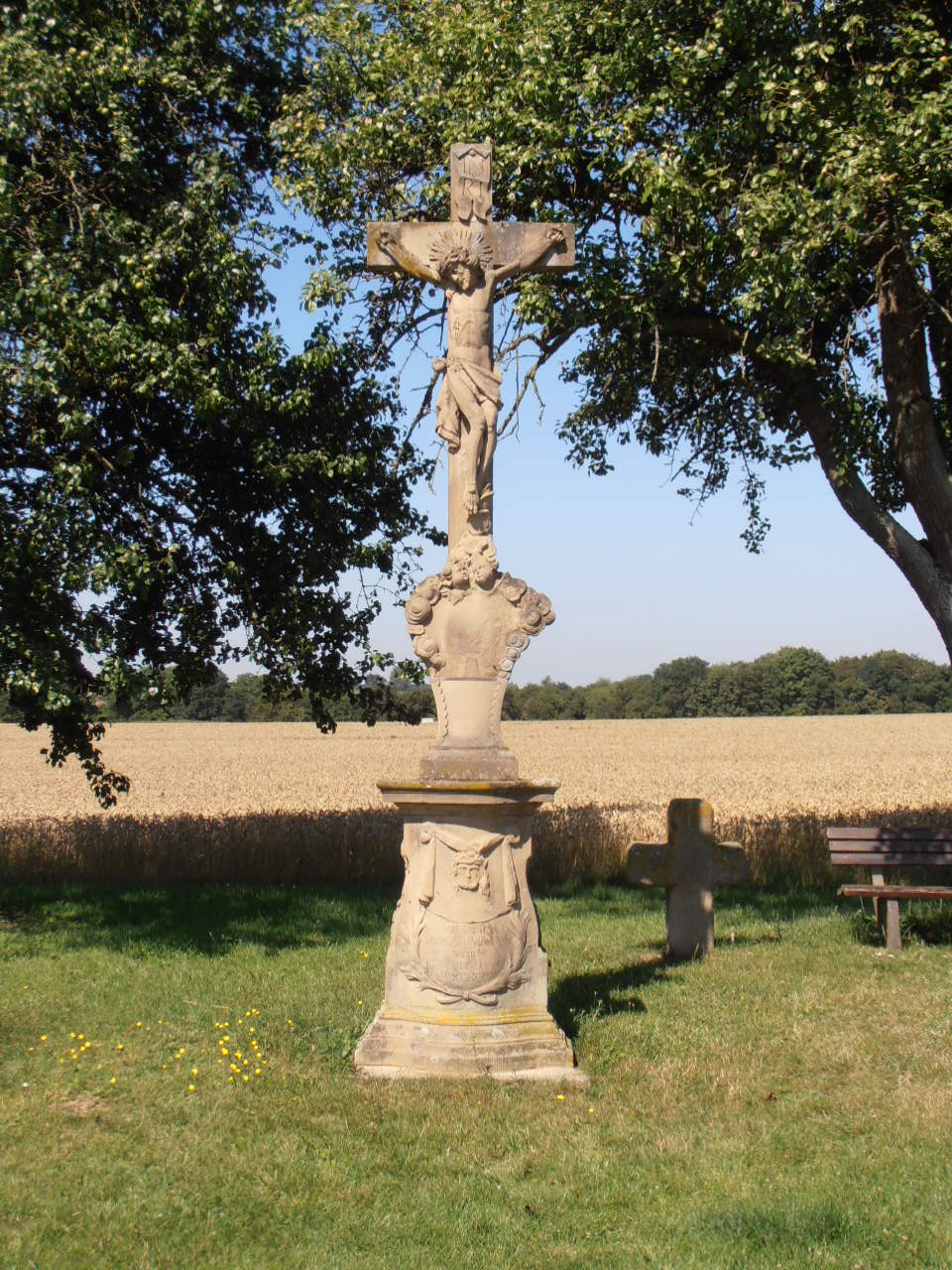
Wegkreuz von 1748
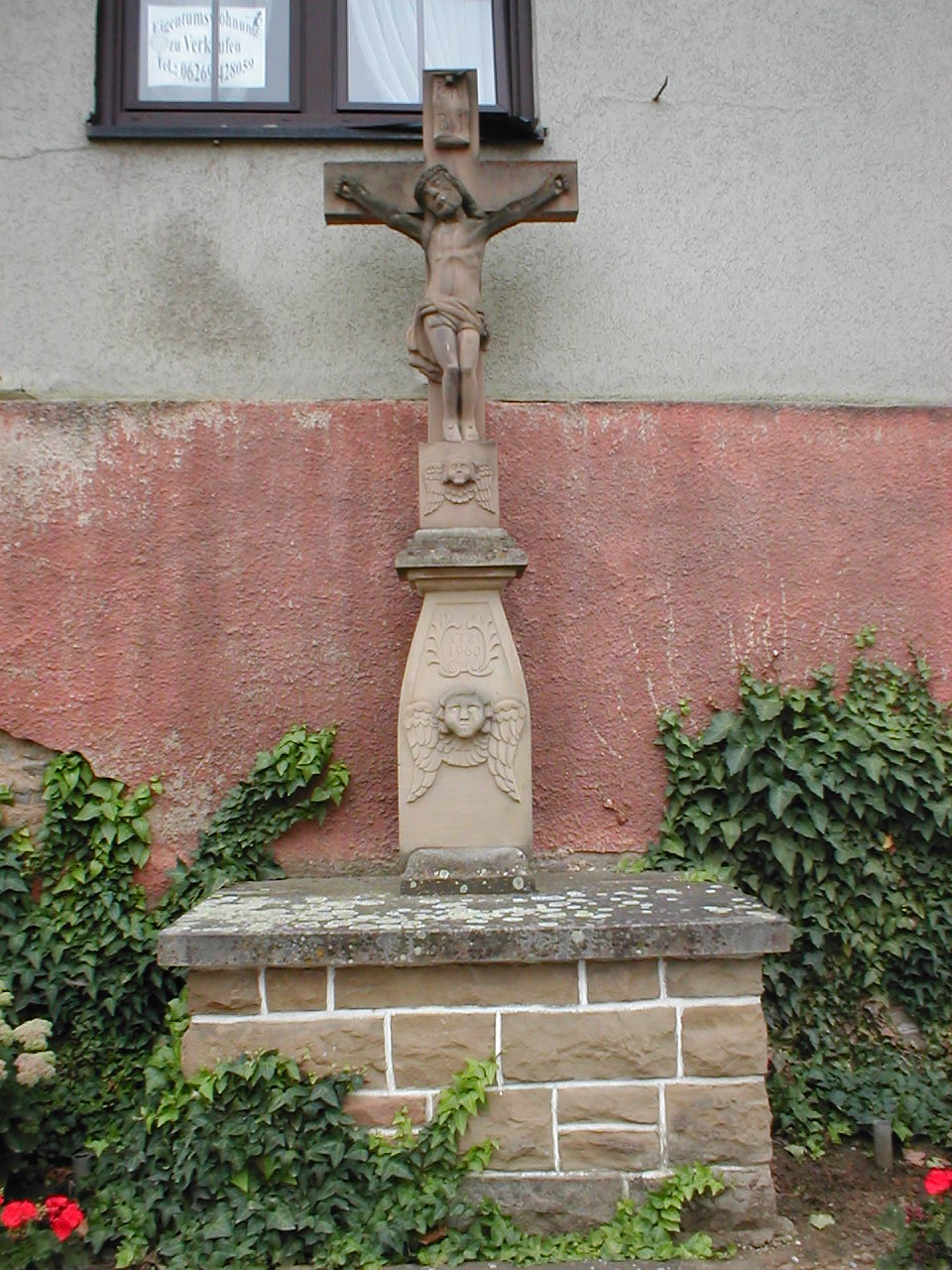
Wegkreuz von 1771
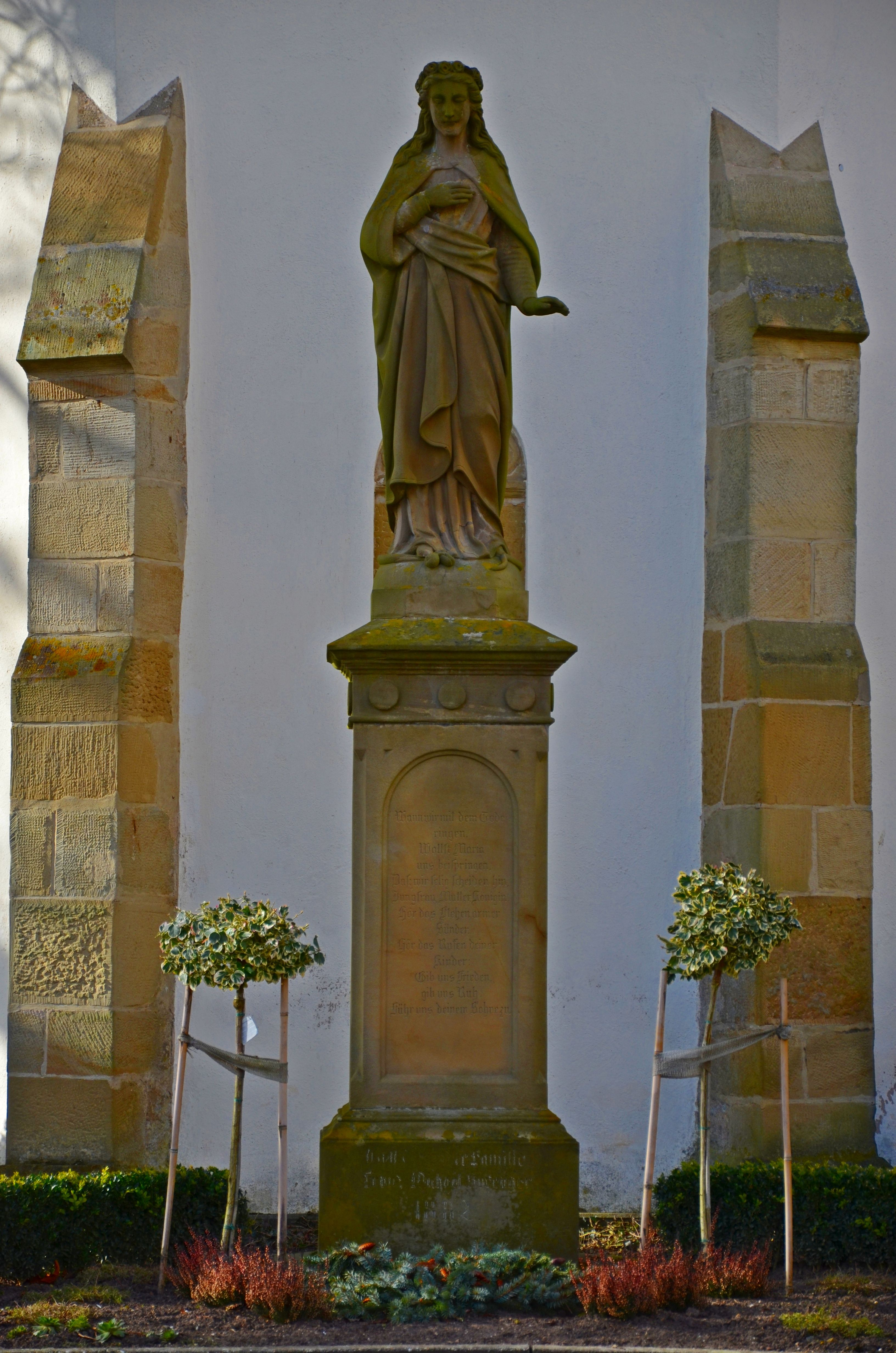
Marienstatue vor der Wallfahrtskirche Höchstberg

## Persönlichkeiten
- Rolf Thieringer (1927–2022), Politiker